# Щир
Щир — деревня в центральной части Стругокрасненского района Псковской области. Входит в состав сельского поселения «Марьинская волость».
Расположена на южном прибрежье Щирского озера, в 6 км к северу от райцентра Струги Красные.
История деревни достаточно подробно описана в книге: Фёдоров А. И. Щир: Исторический очерк о селе и его окрестностях. — Струги Красные, 2014. — 51 с.

## Население
Численность населения деревни составляет на 2000 год — 61 житель, на 2010 год — 42 жителя.
| 2001 | 2002 | 2010 | 2011 |
| ---- | ---- | ---- | ---- |
| 61   | ↗65  | ↘30  | ↗42  |

## Известные жители
- Павлов, Василий Федотович (1892—1941) — полный Георгиевский кавалер, генерал-майор (1940), комдив в Великой Отечественной войне. Родился в деревне Лог.